# Xilent
Eryk Kowalczyk (urodzony 29 lipca 1989 w Warszawie) – znany na świecie pod pseudonimem Xilent polski producent muzyki Dubstep, Drum & Bass i Electro House. Jego najbardziej rozpoznawalne utwory to „Choose Me II” oraz „Boss Wave”. Xilent został nominowany jako „Best Newcomer Producer” przez Drum and Bass Arena Awards w 2011 roku. Od 2019 związany z wydawnictwem Monstercat.

## Życiorys
Eryk tworzył pierwsze brzmienia w Warszawie, gdy miał dziewięć lat, na syntezatorze Propellerhead Rebirth RB-338, który mu pokazano. Od tej pory nabył skłonności by mieszać w jego utworach techno, przez breakbeat, żeby końcowo znaleźć swoje miejsce w Drum & Bass, zainspirowany artystami jak: DJ Rap, Future Cat, Calyx i Concord Dawn. Przez ten czas odnalazł się także w graniu na perkusji w zespołach hardcore-punkowych jak Fast Forward. 10 listopada 2015 r., utwór „Edge of the World (feat. Becko)”, przy którym Xilent współpracował z Razihelem, został opublikowany przez wytwórnię Monstercat.